# Ferdinand Leitner
Ferdinand Leitner (Berlino, 4 marzo 1912 – Zurigo, 3 giugno 1996) è stato un direttore d'orchestra tedesco.

## Biografia
Studiò con Franz Schreker, Julius Pruwer, Karl Muck e Artur Schnabel e composizione con Robert Kahn.
Iniziò la carriera come pianista accompagnatore, e quindi con l'aiuto di Fritz Busch iniziò la carriera di direttore d'orchestra nel 1935.
È stato direttore del  teatro Nollendorfplatz di Berlino dal 1943 al 1945 e di quello di Hannover dal 1945 al 1946 passando poi a quello di Monaco di Baviera dal 1946 al 1947. Dal 1947 divenne direttore principale della Württemberg State Opera di Stoccarda dove nel 1950 dirige la prima assoluta di Don Juan und Faust di Hermann Reutter.
Ha diretto anche in Italia, negli anni cinquanta, le Orchestre Sinfoniche della RAI.
Nel 1951 al Teatro dell'Opera di Roma dirige Mathis der Maler di Paul Hindemith con Wolfgang Windgassen, al Teatro La Fenice di Venezia The Rake's Progress con Elisabeth Schwarzkopf, Hugues Cuénod e Raffaele Arié per il Teatro alla Scala di Milano dove dirige Carriera d'un libertino con la Schwarzkopf, Cloe Elmo, Mirto Picchi, Cuénod e Giuseppe Modesti.
A Venezia nel 1952 ha diretto un concerto con Isaac Stern e nel 1953 Tristano e Isotta con Martha Mödl e Windgassen.
Nel 1954 al Palais Garnier di Parigi dirige Parsifal (opera) con la Mödl e Windgassen.
Nel 1955 a Parigi dirige Fidelio con Wingassen ed a Roma Tristano e Isotta con Paul Schöffler e Josef Greindl.
Fu famoso principalmente come direttore d'opera e i suoi compositori preferiti furono Wagner, Richard Strauss e Mozart.
Nel 1956 succedette a Erich Kleiber nella direzione del Teatro Colón di Buenos Aires ed alla Fenice esegue il Concerto per tre pianoforti e orchestra (Mozart).
Nel 1957 dirige un concerto a Venezia.
Nel 1959 per la Westdeutscher Rundfunk Köln dirige Alcina (opera) con Joan Sutherland, Fritz Wunderlich e Nicola Monti, a Parigi Jephtha (Händel) con Wunderlich, per la Fenice un concerto ed a Stoccarda la prima assoluta di Oedipus der Tyrann di Carl Orff con Astrid Varnay, Gerhard Stolze e Wunderlich.
Al Wiener Staatsoper debutta nel 1959 dirigendo Parsifal con Windgassen seguito da Jephtha con Wunderlich e Jenůfa.
Nel 1960 al Festival di Bayreuth dirige Lohengrin (opera) con la Varnay .
Nel 1961 a Strasburgo dirige Capriccio (Strauss) ed a Venezia la Sinfonia n. 3 (Schumann), il Concerto per violino e orchestra (Beethoven) ed un concerto con Clelia Gatti Aldrovandi.
Nel 1962 a Vienna dirige Il turco in Italia con Wunderlich e Bluthochzeit di Wolfgang Fortner con la Mödl.
Nel 1963 a Vienna dirige Oedipus der Tyrann con Stolze.
Nel 1964 per la radio Westdeutscher Rundfunk dirige Orfeo ed Euridice (Gluck) con Elisabeth Söderström e Dietrich Fischer-Dieskau.
A Stoccarda nel 1966 dirige la prima assoluta di Siebzehn Tage und vier Minuten di Werner Egk con Stolze.
A Vienna nel 1967 dirige Salomè (opera) con Anja Silja, Stolze e la Varnay. 
Ancora a Stoccarda nel 1968 dirige la prima assoluta di Prometheus (Orff) con Toni Blankenheim ed a Vienna Lulu (opera) con la Silja, Hans Hotter e Heinz Zednik. 
Nel 1969 a Stoccarda dirige la prima assoluta di Hallelujah di Mauricio Kagel ripresa anche dalla televisione Westdeutscher Rundfunk ed a Vienna Prometheus con Blankenheim.
Nel 1975 dirige la prima assoluta di Ein wahrer Held di Giselher Klebe all'Opernhaus Zürich.
Nel 1976 a Vienna dirige Le nozze di Figaro con Zednik e Die Zauberflöte con Hans Sotin ed Edita Gruberová.
Nel 1977 a Zurigo dirige la prima assoluta di Ein Engel kommt nach Babylon di Rudolf Kelterborn, alla Scala diresse un concerto di Gwyneth Jones ed a Vienna Elettra (Strauss) con Birgit Nilsson e la Jones, Der Rosenkavalier con Helga Dernesch ed Edith Mathis e Don Giovanni (opera) con Nikola Gjuzelev, Kurt Moll, Edda Moser e la Mathis.
Nel 1978 a Vienna dirige Fidelio con Jess Thomas, la Jones, Eberhard Waechter, la Mathis e Zednik ed Arabella (opera) con Gundula Janowitz, la Mathis, Waechter e la Gruberova.
Nel 1980 a Stoccarda dirige la prima assoluta di Hamlet di Reutter.
Contribuì alla diffusione delle musiche di Ferruccio Busoni, e fra le sue più di 300 registrazioni spicca quella del Dottor Faust con il basso-baritono Fischer-Dieskau del 1970.
Fu, dal 1976 al 1980, direttore principale della Het Residentie Orkest de L'Aia.
Nel 1985 al Festival di Salisburgo dirige la Messa in do minore K 427.
Terminò la carriera come direttore dell'Opera di Zurigo, città in cui morì.